# Pallacanestro ai V Giochi del Mediterraneo
Il torneo di pallacanestro ai V Giochi del Mediterraneo si è svolto nel 1967 a Tunisi.

## Classifica finale
| - | Paese      | Formazione |
| - | ---------- | --- |
|   | Jugoslavia | Jugoslavia4 Pazmanj, 5 Simonović, 6 Maroević, 7 Grubor, 8 Cvetković, 9 Brajković, 10 Tvrdić, 11 Ćosić, 12 Šolman, 13 Plećaš, 14 Žorga, 15 Skansi, All. -                        |
|   | Italia     | Italia4 Paschini, 5 Ossola, 6 Recalcati, 7 Merlati, 8 Bertini, 9 Fattori, 10 Vianello, 11 Fantin, 12 Masini, 13 Bufalini, 14 Cosmelli, 15 Jessi, All. Nello Paratore            |
|   | Turchia    | TurchiaAlp, Büyükaycan, Dağlı, Danişment, Erdenay, Gönülşen, İlkbaşaran, Kaplanoğlu, Kozluca, Küce, Okan, Poyrazoğlu, Tahir, Tunçeri, Uyguç, Vardaroğlu, All. Michael Prekopiak |
| 4 | Grecia     | GreciaAmerikanos, Mparlas, Mpazios, Chaikalīs, Diamantopoulos, Kolokythas, Larentzakīs, Maglos, Politīs, Trontzos, Tsavas, Zoupas, All. Missas Pantazopoulos                    |
| 5 | Francia    | FranciaBaltzer, Degros, Durand, Fatien, Gilles, Le Ray, Lespinasse, Longueville, Peter, Recoura, Schol, Staelens, All. -                                                        |
| 6 | Spagna     | SpagnaBuscató, Guardiola, Laso, Luquero, Margall, Martínez, Monsalve, Paniagua, Ramos, Rodríguez, Sagi-Vela, Serrano, All. Antonio Díaz-Miguel                                  |